# Harry Engel
Harry Engel (* als Harry von Gerbott 7. April 1936 in Dresden; † 30. März 1989 in Berlin) war ein deutscher Schauspieler und TV-Regisseur.

## Leben und Wirken
Engel hatte privaten Schauspielunterricht erhalten und noch während seiner Ausbildung mit 17 Jahren seinen Einstand am Theater gegeben. Seine Bühnenstationen in der DDR waren Potsdam und Meißen.
Bereits 1955 gab er mit einer kleinen Pagen-Rolle in dem Filmporträt aus der Zeit der Bauernkriege Thomas Müntzer seinen Einstand vor der Kamera. Infolgedessen erhielt er Ende des darauf folgenden Jahres die zentrale Rolle des Kleinkriminellen Karl-Heinz in dem realitätsnahen Ostberliner Zeitbild Berlin – Ecke Schönhauser…. Seitdem wurde der hagere Dresdner mit dem schmalen Gesicht zunächst auf Halbstarke, Kleinganoven und schräge Typen aller Arten festgelegt, später auch beim bundesrepublikanischen Film und Fernsehen, wo er seit seinem westdeutschen Debüt in Gesucht wird Mörder X 1958 arbeitete.
Eine von Engels bekanntesten Verbrecher-Rollen war die des ehemaligen Rennfahrers George Slowfoot in dem dreiteiligen Fernsehkrimi Die Gentlemen bitten zur Kasse im Sendejahr 1966 ein veritabler Straßenfeger in bundesrepublikanischen Haushalten. Auch in drei Folgen der ZDF-Krimireihe Der Kommissar wirkte er – dort erneut besetzt als Verdächtiger vom Dienst oder als anrüchige bis kriminelle Halbwelt-Existenz – mit, so zum Beispiel in der Folge Grau-roter Morgen (1971) über eine drogensüchtige Tochter aus gutem Hause, deren Ermordung ihre Mutter auf eigene Faust aufzuklären versucht.
Zeitweilig, Ende der 60er, Anfang der 70er Jahre, trat Harry Engel auch als Showregisseur in Erscheinung und inszenierte unter anderem einige Ausgaben der ZDF-Starparade. In seinen letzten Lebensjahren wurde es zunehmend ruhig um Engel.

## Filmografie (Auswahl)
- 1955: Thomas Müntzer
- 1957: Berlin – Ecke Schönhauser…
- 1957: Tatort Berlin
- 1958: Gesucht wird Mörder X (TV)
- 1959: So weit die Füße tragen (TV-Sechsteiler)
- 1959: Bobby Dodd greift ein
- 1960: Der Jugendrichter
- 1960: Freddy und die Melodie der Nacht
- 1960: Die Fastnachtsbeichte
- 1961: Der Strafverteidiger (TV)
- 1962: Wilde Wasser
- 1963: Hafenpolizei (TV-Serie, Folge: Die Ölspur)
- 1965: Der Fall Hau (TV)
- 1966: Conan Doyle und der Fall Edalji (TV)
- 1966: Die Gentlemen bitten zur Kasse (TV-Dreiteiler)
- 1967: Ein Genie wird verkannt (TV)
- 1967: Jetzt schlägt’s 13 (TV)
- 1968: Mexikanische Revolution (TV)
- 1968: Rinaldo Rinaldini (Fernsehserie)
- 1968: Der Senator (TV)
- 1968: Die Dubrow-Krise (TV)
- 1969: Bischof Ketteler (TV)
- 1969: Der Kommissar (TV-Serie, Folge: Der Tod fährt 1. Klasse)
- 1971: Der Kommissar (TV-Serie, Folge: Grau-roter Morgen)
- 1972: Das Geheimnis der Mary Celeste (TV)
- 1973: Wenn ihr wollt, ist es kein Märchen (TV)
- 1974: Der Kommissar (TV-Serie, Folge: Spur von kleinen Füßen)
- 1979: Jauche und Levkojen (TV-Mehrteiler)
- 1981: Der Alte (TV-Serie, Folge: Teufelsküche)